# 杉山泰一
杉山 泰一（すぎやま たいいち、1959年 - ）は、神奈川県出身の日本の映画監督である。

## 略歴
1978年に横浜放送映画専門学院（現・日本映画大学）卒業後、1981年に森田芳光監督作品『の・ようなもの』で助監督を務めて以降、森田組で映画計16本の助監督を務める。『KT』（2002年、阪本順治監督）、『沈まぬ太陽』（2009年、若松節朗監督）、『少年H』（2013年、降旗康男監督）などで助監督。2016年、『の・ようなもの』の続編にあたる「の・ようなもの のようなもの」で映画初監督
。

## 作品

### 監督
- 『の・ようなもの のようなもの』(2016年1月16日公開、松竹)
- 『トモシビ 銚子電鉄6.4kmの軌跡』(2017年5月20日公開)[2]
- 『星屑の町』(2020年2月21日東北4県先行公開、3月6日全国公開、東映ビデオ)

### 演出
- 『誰も守れない』 (2009年1月24日放送、フジテレビ)
- 相棒 season15 第12話 『臭い飯』(2017年1月18日放送、テレビ朝日)
- 相棒 season16 第9話 『目撃しない女』（2017年12月13日放送、テレビ朝日）
- 相棒 season17 第11話 『密着特命係24時』（2019年1月16日放送、テレビ朝日）
- 相棒 season17 第12話 『怖い家』（2019年1月23日放送、テレビ朝日）
- 相棒 season18 第12話 『青木年男の災難』（2020年1月15日放送、テレビ朝日）
- 相棒 season18 第13話 『神の声』（2020年1月22日放送、テレビ朝日）

### 助監督
- 夜叉（1985年）
- 聖女伝説（1995年）
- 空想科学任侠伝 極道忍者ドス竜（1990年）
- ぼくは勉強ができない（1996年）
- 太陽とボレロ（2022年）